# James Alexander Thomson
James Alexander Thomson (n. 20 de diciembre de 1958) es un biólogo del desarrollo estadounidense, conocido por derivar las primeras líneas de células madre embrionarias humanas. Trabaja como director de biología regenerativa en el Instituto de Investigación de Morgridge en Madison, Wisconsin, y es profesor en la Escuela de Medicina y Salud Pública de la Universidad de Wisconsin. En 2007 se hizo profesor adjunto en el Departamento de Biología Molecular, Celular y del Desarrollo en la Universidad de California, Santa Bárbara. Es socio de la Academia Nacional de Ciencias de Estados Unidos. En 2008 la revista Time le nombró una de las 100 personas más influyentes del mundo.

## Educación
En 1981 Thomson se graduó de Phi Beta Kappa con una licenciatura en biofísica de la Universidad de Illinois. Entró en el Programa de Entrenamiento de Científicos Veterinarios en la Universidad de Pensilvania, recibiendo su doctorado en la medicina veterinaria en 1985, y su doctorado en biología molecular en 1988. Su tesis doctoral involucró la comprensión de la impronta genética en el desarrollo temprano de mamíferos.
Thomson asistió a la Universidad de Wisconsin-Madison después de pasar dos años como un miembro investigativo posdoctoral en el Laboratorio de la Fecundación In Vitro y Embriología Experimental de Primates en el Centro Nacional de Oregón de Investigación en Primates.

## Trabajo actual
Es el director de biología regenerativa en el Instituto de Investigación de Morgridge en Madison, Wisconsin. Además de ser profesor en la Universidad de Wisconsin-Madison, es socio del Centro de Genomas de Wisconsin.

## Investigación por Thomson
Desde que se ha hecho socio del Centro Nacional de Wisconsin de Investigación en Primates Thomson ha realizado trabajos pioneros en cuanto al aislamiento y cultura de células madre de humanas y primates no-humanas, células no diferenciadas que tienen la capacidad de convertirse en cualquier de las células que componen los tejidos del cuerpo. Thomson dirigió el grupo que informó del primer aislamiento de líneas de células madre embrionarias de un primate no-humano en 1995, un trabajo que dirigió su grupo al primer aislamiento exitoso de las líneas de células madre embrionarias humanas en 1998. El 6 de noviembre de 1998, Science publicó los resultados de su investigación en un artículo titulado Embryonic Stem Cell Lines Derived from Human Blastocysts (Líneas de células madre embrionarias derivadas de blastocistos humanos).
El 22 de noviembre de 2007 el New York Times informó que el laboratorio de Thomson había creado un método para modificar las células de la piel humana en tal manera que parecen ser células madres embrionarias sin usar un embrión humano. Se denominan células madre pluripotentes inducidas. Este trabajo fue publicado en Science a finales de 2007.

## LiteraturA
- James A. Thomson u.a. Embryonic Stem Cell Lines Derived from Human Blastocysts. En: Science 282 (1998): 1061-1062